# Видович, Милош
Милош Видович (серб. Милош Видовић; 3 октября 1989, Крагуевац, Югославия) — сербский футболист, полузащитник.

## Карьера
Милош начал свою футбольную карьеру в клубе «Олимпике» из Сараево, только что вышедшем в высший футбольный дивизион Боснии и Герцеговины. Дебютный матч полузащитник провёл 13 октября 2009 года против «Сараево». 13 сентября того же года Видович отметился первым забитым голом.
За клуб из Сараево Милош выступал на протяжении 5 лет, приняв участие в 104 матчах чемпионата и забив 10 мячей.
В январе 2014 года полузащитник перешёл в хорватский «Сплит», подписав контракт на три года. Первый матч в новом клубе игрок провёл 8 февраля 2014 года. 3 июля 2014 года Милош дебютировал в еврокубках, выйдя в стартовом составе на игру квалификационного раунда Лиги Европы против армянской «Мики».
С 2017 по 2019 гг. играл за другой хорватский клуб «Славен Белупо».
В июне 2019 года свободным агентом перешёл в казахстанский клуб «Шахтёр» из Караганды .